# Casteide-Cami
Casteide-Cami település Franciaországban, Pyrénées-Atlantiques megyében. Lakosainak száma 271 fő (2022. január 1.). Casteide-Cami Arnos, Boumourt, Cescau, Doazon és Serres-Sainte-Marie községekkel határos.

## Népesség
A település népességének változása:
| Lakosok száma | 224  | 229  | 237  | 241  | 254  | 260  | 266  | 269  | 271  |
|               | 2013 | 2015 | 2016 | 2017 | 2018 | 2019 | 2020 | 2021 | 2022 |